# Таня Мале
Таня Мале (англ. Tania Mallet; 19 травня 1941, Блекпул, Англія — 30 березня 2019, Маргіт, там же) — англійська модель і акторка. Найбільш відома за роллю Тіллі Мастерсон у фільмі про Джеймса Бонда «Голдфінгер» (1964).

## Ранній період життя
Таня Мале народилася в Блекпулі в родині британця Генрі Мале та росіянки Ольги Миронової. Таня була двоюрідною сестрою акторки Гелен Міррен. Її мати і батько Гелен були братом і сестрою. Мале вчилася в школі моделей Люсі Клейтон і почала працювати моделлю у 16 років у 1957 році, ставши однією з найбільш відомих і знаменитих моделей кінця 1950-х — початку 1960-х.

## Кар'єра
За словами Мале, вона отримала роль Тіллі Мастерсон, коли хтось послав її фото в бікіні продюсеру Бонда Куббі Брокколі.
Таня Мале привернула увагу Брокколі перед «Голфінгером»: вона пробувалася на головну роль дівчини Бонда, Тетяни Романової, у фільмі «З Росії з любов'ю». Попри те, що її мати була росіянкою, Мале не отримала роль, імовірно, через провінційний британський акцент. Італійська акторка Даніела Б'янкі, яка в підсумку зіграла Тетяну, була переозвучена іншою акторкою.
Попри феноменальний успіх фільму, «Голдфінгер» залишився єдиним великим проєктом за участю Тані Мале. Роль агента в цій картині виконав Шон Коннері. А сам фільм здобув премію «Оскар» за звукові ефекти.
У неї було дві причини повернутися до роботи моделлю і відхиляти всі наступні пропозиції режисерів: по-перше, їй не сподобалися обмеження, накладені на її особисту свободу, коли вона була на контракті під час зйомок фільму, і по-друге, гроші були «жахливими». Спочатку їй пропонували 50 фунтів на тиждень, і після важких переговорів їй вдалося збільшити гонорар до 150 фунтів на тиждень, ті ж гроші вона легко заробляла моделлю. 
За спогадами її кузини Гелен Міррен, Таня Мале була «вірною і щедрою людиною», яка підтримувала свою матір і оплачувала освіту своїх братів.

## Фільмографія
- 1964 — Голдфінгер — Тіллі Мастерсон
- 1976 — Нові месники — епізод[10].